# تومي بيلز
تومي بيلز (بالإنجليزية: Tommy Beals)‏ هو لاعب كرة قاعدة أمريكي، ولد في 1 أغسطس 1850، وتوفي في 2 أكتوبر 1915 في سان فرانسيسكو في الولايات المتحدة.

## وصلات خارجية
- تومي بيلز على موقعبيزبول رفرنس.كوم (الدوري الرئيسي) (الإنجليزية)
- تومي بيلز على موقعبيزبول رفرنس.كوم (الدوري الثانوي) (الإنجليزية)